# Abu Al-Hasan Al-Shadhili
Abu Al-Hasan Al-Shadhili (n. 1197, Maroc – d. decembrie 1258, Sultanatul Mameluc, Egipt) a fost un învățat musulman, derviș și mare maestru sufi, fondator al confreriei Shadhiliyyah. 

## Biografie
Abu Al-Hasan s-a născut în Ceuta în nordul Marocului în jurul anului 1196. Familia sa era moștenitoare a unei dinastii berbere. S-a afirmat încă de tânăr ca o persoană inteligentă, fiind capabil să poarte discuții pe subiecte ce îi depășeau cu mult pe cei de vârsta sa. A studiat dreptul islamic la Fes, iar apoi a plecat în 1244 la Alexandria, în Egipt. Ulterior, a călătorit în Irak unde l-a întâlnit pe dervișul Al-Wasiti care l-a sfătuit să revină în Maroc unde să-și găsescă un maestru. L-a găsit în persoana lui Shaykh Abd As-Salam ibn Mashish (d.1227/1228), un mare maestru sufi. În compania sa, Abu Al-Hasan a fost inițiat în sufism și a studiat știința ezoterică. 
În anul 1228, în preajma morții maestrului său, Abu Al-Hasan a plecat în Tunisia în localitatea Al-Shadhili unde s-a suit pe un munte și a petrecut o perioadă de asceză. În acest timp a avut parte de o serie de experiențe supranaturale, viziuni, în urma cărora i s-a poruncit să înființeze o nouă confrerie (tariqah): Shadhiliyyah. Din acest moment Abu Al-Hasan a  devenit cunoscut ca Al-Shadhili.
La scurt timp după ce a coborât de pe munte, Al-Shadhili a fondat prima s-a zawiya sau lojă sufi. A avut 40 de discipoli pe care i-a învățat preceptele acestei căi. În urma unei noi viziuni, Al-Shadhili a hotărât să plece în Egipt pentru a stabili și acolo o comunitate. A ajuns la Alexandria și s-a instalat într-o clădire bogată care i-ar fi fost dată de către unul dintre urmașii lui Saladin. Acolo a început să predice învățăturile sale și să atragă mulți discipoli, inclusiv din clasa conducătoare. A devenit un mare maestru popular.
A murit în anul 1258 la Humaithara în timp ce planificase un pelerinaj la Mecca.